# Löbelstein
Löbelstein ist ein östlicher Gemeindeteil der oberfränkischen Stadt Coburg, der 1869 mit Seidmannsdorf vereinigt wurde.

## Geografie
Das Dorf grenzt im Osten an die Coburger Kernstadt und liegt an einem Südhang, unterhalb der rund 450 Meter hohen Brandensteinsebene.

## Geschichte
Löbelstein war ursprünglich kein Ortsname, sondern eine Flurbezeichnung. Der Name wurde erstmals 1514 im Erbbuch des Klosters Sonnefeld genannt. Ein Datum der Ortsgründung ist nicht bekannt. Löbelstein hat sich aus einer Ziegelhütte, die 1702 errichtet wurde, allmählich auf dem Grund und Boden der Gemeinde Seidmannsdorf entwickelt. Es gehörte wie Seidmannsdorf zum Kloster, später zum Amt Sonnefeld. Erste Häuser standen im 17. Jahrhundert. Nach dem Tod von Herzog Albrecht im Jahr 1699 kam Löbelstein als Teil des Amtes Sonnefeld im Jahr 1705 zu Sachsen-Hildburghausen. 1826 gelangte das Amt Sonnefeld gemäß dem Teilungsvertrag zu Hildburghausen wieder zu Sachsen-Coburg. 1837 wurde Löbelstein im Rahmen einer Gebietsreform aus dem Amt Sonnefeld in das Amt Coburg umgegliedert. Aufgrund der Herstellung von Ziegelsteinen war der volkstümliche Name des Ortes im 19. Jahrhundert Ziegelhütten.
Am 22. Januar 1869 wurde das vermögenlose Löbelstein nach Seidmannsdorf, zu dessen evangelisch-lutherischen Kirchspiel es schon seit Jahrhunderten gehörte, zwangsweise eingemeindet.
1792 hatte Löbelstein acht Feuerstätten. 1837 lebten in dem Dorf 41 Personen. 1871 umfasste Löbelstein 19 Wohngebäude, 28 Haushalte und 123 Einwohner bei einer Fläche von 18 Hektar. 1925 zählte Löbelstein 119 Personen und 27 Wohngebäude. 1970 lebten in dem Ort 169 Personen.
Am 1. Januar 1972 wurde die Gemeinde Seidmannsdorf mit 522 Einwohnern und einer Fläche von 199 Hektar nach Coburg eingemeindet. Seidmannsdorf und Löbelstein wurden zu Coburger Stadtteilen.